# Emis Killa

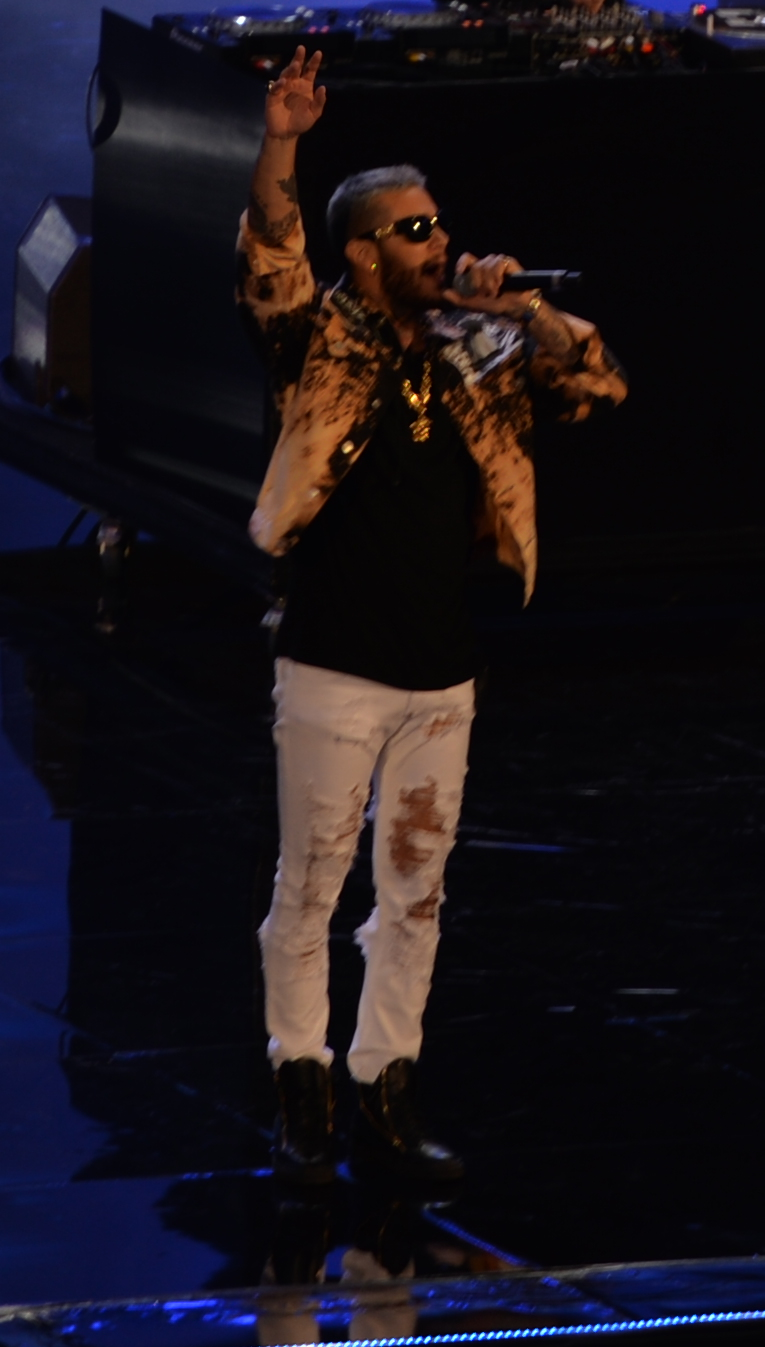
Emis Killa

Emiliano Rudolf Giambelli (Vimercate, 14 november 1989), beter bekend onder de artiestennaam Emis Killa, is een Italiaans rapper.
Toen hij 18 jaar oud was won hij de muziekwedstrijd TecnichePerfette. Sindsdien is hij een van de bekendste Italiaanse rappers.

## Discografie

### Albums
- 2011 - Il Peggiore
- 2012 - L'erba cattiva
- 2013 - Mercurio (album)
- 2016 - Terza Stagione

### Mixtapes
- 2009 - Keta Music
- 2010 - Champagne e spine
- 2011 - The Flow Clocker vol. 1
- 2011 - Il peggiore

### Singles
- 2012 - Cashwoman
- 2012 - Parole di ghiaccio
- 2012 - Dietro front (feat Fabri Fibra)
- 2012 - Cocktailz
- 2012 - Se il mondo fosse (feat J-Ax, Club Dogo, Marracash)
- 2012 - Sulla Luna
- 2013 - #Vampiri
- 2013 - Wow
- 2013 - Lettera dall'inferno
- 2013 - Scordarmi chi ero
- 2013 - A cena dai tuoi (feat J-Ax)
- 2014 - Straight Rydah